# Михайловка (Солонянский район)
Михайловка (укр. Михайлівка) — село,
Александропольский сельский совет,
Солонянский район,
Днепропетровская область,
Украина.
Код КОАТУУ — 1225080513. Население по переписи 2001 года составляло 164 человека .

## Географическое положение
Село Михайловка находится на левом берегу реки Камышеватая Сура,
ниже по течению на расстоянии в 3,5 км расположено село Цветущее,
на противоположном берегу — сёла Кринички и Вольное.
Река в этом месте пересыхает, на ней сделано несколько запруд.

## Известные люди
В селе с 1921 по 1936 годы жил и служил в должности благочинного церквей Солонянского района иерей Димитрий, будущий известный церковный деятель схиархимандрит Серафим (Тяпочкин).